# Carl Pei
Carl Pei o Pei Yu (cinese: 裴宇; pinyin: Péi Yǔ; 11 settembre 1989) è un imprenditore svedese nato in Cina. Ha co-fondato, insieme a Pete Lau, l'azienda OnePlus e nel 2013 è stato il direttore di OnePlus Global. Ha lasciato l'azienda nel settembre del 2020 per fondare una nuova azienda produttrice di prodotti tecnologici chiamata Nothing.

## Biografia
Pei è nato nel 1989 a Pechino, Cina; la famiglia si trasferì presto negli Stati Uniti, e poi in Svezia, dove Pei è cresciuto. Ha conseguito un Bachelor of Science nel 2008 presso la Stockholm School of Economics. Dal 2011 ha cominciato a lavorare a tempo pieno nell'industria cinese degli smartphone.

## Carriera
Pei entrò in Nokia nel 2010 e lavorò in azienda per tre mesi. Dopo Nokia, la fanpage che Pei aveva creato su Meizu attirò l'attenzione della filiale hongkonghese dell'azienda cinese che lo assunse nel team di marketing nel 2011. Nel novembre dello stesso anno entrò in Oppo come responsabile dei mercati internazionali, dove lavorò direttamente sotto Pete Lau.

### OnePlus
Pei co-fondò OnePlus con Pete Lau a Shenzhen, Guangdong nel dicembre 2013. Il loro primo dispositivo, OnePlus One, vendette quasi un milione di unità nel 2014, nonostante un obiettivo di vendita di soli 50.000. Nel luglio 2015, Pei presentò OnePlus 2 attraverso un video in realtà virtuale su YouTube che ha raggiunto oltre 298.500 visualizzazioni (agosto 2021). Dopo la presentazione di OnePlus 3 a giugno 2016, Pei affermò che fosse lo smartphone più popolare dell'azienda, basato su Net Promoter Score. Quando è stato chiesto a novembre 2016, Pei ha detto che il motivo dell'aggiornamento dopo soli tre mesi era perché non volevano aspettare per migliorare l'hardware. Nel 2017, Pei dichiarò che OnePlus 5 fu il dispositivo più venduto fino a quel momento, poco dopo la sua uscita nel giugno 2017.

### Nothing
Dopo aver lasciato OnePlus, Pei annunciò Nothing il 27 gennaio 2021. Secondo Pei, la missione di Nothing è rimuovere le barriere tra le persone. La società ha sede a Londra e riunisce numerosi investitori famosi, come l'inventore dell'iPod Tony Fadell, il co-fondatore di Twitch Kevin Lin, l'amministratore delegato di Reddit Steve Huffman e lo YouTuber Casey Neistat. Il 25 febbraio dello stesso anno, la società annunciò Teenage Engineering come soci fondatori, principalmente responsabili dell'estetica del design del marchio e dei suoi prodotti. Il primo prodotto di Nothing, Nothing ear (1) è stato lanciato il 27 luglio 2021. Nell'estate del 2022 è stato lanciato Nothing Phone (1), il primo smartphone dell'azienda, quasi un anno dopo la presentazione degli auricolari. Il device è arrivato anche in Italia in diversi tagli di memoria ed è in vendita su Amazon e con Wind Tre.

## Premi
Nel gennaio 2016, è stato incluso nell'edizione 2016 della lista Forbes "30 Under 30" per la sua influenza nel settore tecnologico, nell'aprile 2016, Pei è stato inserito nell'edizione 2016 della lista Marketing Week "Vision 100", e nel 2019 è stato inserito nell'edizione 2019 della classifica Fortune "Fortune 40 Under 40".